# جيمي رووي
جيمي رووي (بالإنجليزية: Jamie Rowe)‏ هو مغني أمريكي، ولد في 7 أبريل 1970.

## وصلات خارجية
- الموقع الرسمي
- جيمي رووي على موقع ميوزك برينز (الإنجليزية)
- جيمي رووي على موقع ديسكوغز (الإنجليزية)